# Rima Galilaei
Rima Galilaei és una estructura geològica del tipus rima a la superfície de la Lluna, situada amb el sistema de coordenades planetocèntriques a 15.28 ° de latitud N i -57.63 ° de longitud E. Fa un diàmetre de 185.88 km. El nom va ser fet oficial per la UAI l'any 1985 i fa referència al proper cràter Galilaei.